# شارلوته هيغينز
شارلوته هيغينز (بالإنجليزية: Charlotte Higgins)‏ هي صحفية بريطانية، ولدت في 1972.